# Burgtheaterbesetzungen von 2011 bis 2014
Die Burgtheaterbesetzungen von 2011 bis 2014 listen die Premieren der letzten Spielzeiten von Burgtheaterdirektor Matthias Hartmann, sowohl im Burgtheater selbst, als auch in den weiteren Spielstätten Akademietheater und Kasino am Schwarzenbergplatz.

## Spielzeit 2011–12
| Fool of Love, Shakespeare-Sonette mit Musik von mit Musik von Karsten Riedel und Franui, 11. September 2011 |                               |                                                                           |
| Michael Schachermaier, Matthias Hartmann Leitung Karsten Riedel Komposition Andreas Schett Musikalische Leitung Romed Hopfgartner, Markus Kraler, Andreas Schett Komposition, musikalische Arrangements Musicbanda Franui | Dörte Lyssewski Sunnyi Melles | Tilo Nest Nicholas Ofczarek Johannes Krisch Nikolaus Habjan Puppenspieler |

### Akademietheater
| Der zerbrochne Krug von Heinrich von Kleist, 11. September 2011                                                                    | | |
| Matthias Hartmann Stéphane Laimé, Tina Kloempken Peter Bandl Klaus Missbach Dramaturgie                                            | Maria Happel Frau Marthe Rull Yohanna Schwertfeger Eve, ihre Tochter Therese Affolter Frau Brigitte Brigitta Furgler Margarete, Magd | Roland Koch Walter, Gerichtsrat Michael Maertens Adam, Dorfrichter Juergen Maurer Licht, Schreiber Ignaz Kirchner Veit Tümpel, ein Bauer Peter Miklusz Ruprecht, sein Sohn |
| Der ideale Mann von Oscar Wilde, Deutsche Fassung von Elfriede Jelinek, nach einer Übersetzung von Karin Rausch, 23. November 2011 | | |
| Barbara Frey Bettina Meyer, Esther Geremus Felix Dreyer Klaus Missbach Dramaturgie                                                 | Katharina Lorenz Lady Chiltern Maria Happel Mabel Chiltern Caroline Peters Mrs. Cheveley Kirsten Dene Lady Markby                    | Michael Maertens Sir Robert Chiltern Johann Adam Oest Lord Caversham Matthias Matschke Lord Goring Peter Matić Mason / Phipps                                              |

### Kasino am Schwarzenbergplatz
| Die Froschfotzenlederfabrik, Uraufführung, 21. Dezember 2011 | | |
| Anna Bergmann Katrin Nottrodt, Claudia González Espíndola Peter Bandl Sebastian Pircher Video/Fotografie Heiko Schnurpel Sounddesign Daniela Mühlbauer Choreographie Florian Hirsch Dramaturgie | Alexandra Henkel Jana Schulz | Philipp Hauß Michael König Daniel Sträßer Kollege/Aktivist/Cousin/Gzemek |
| Nach der Oper. Würgeengel, Eine masochistische Komödie von Martin Wuttke nach Luis Buñuel, 12. Februar 2012                                                                                     | | |
| Martin Wuttke Nina von Mechow Voxi Bärenklau Arno Waschk Musik Meika Dresenkamp Video Anna Heesen, Amely Joana Haag Dramaturgie                                                                 | Andrea Clausen Stefanie Dvorak Maria Happel Yohanna Schwertfeger Anna Starzinger Catrin Striebeck Adina Vetter Bibiana Zeller Hege Gustava Tjønn Sopran Agnes Palmisano Mezzosopran | Franz J. Csencsits Lucas Gregorowicz Gerrit Jansen Ignaz Kirchner Oliver Masucci Peter Matić Peter Miklusz Dirk Nocker Branko Samarovski Stefan Wieland Martin Mairinger Tenor Duccio Dal Monte Bassbariton                                                                                         |
| Troja, Textfassung von Amely Joana Haag und Matthias Hartmann, 4. Mai 2012 | | |
| Matthias Hartmann Jan Lauwers, Victoria Behr Peter Bandl Karsten Riedel, Joeri Cnapelinckx Musik & Komposition Moritz Grewenig, Hamid Reza Tavakoli Video Amely Joana Haag Dramaturgie          | Therese Affolter Hekabe Stefanie Dvorak Aphrodite, Briseis Sabine Haupt Oinone, Andromache Christiane von Poelnitz Pallas Athene, Klytämnestra, Zeus, Thetis Sylvie Rohrer Kassandra Catrin Striebeck Hera, Artemis, Thetis, Zeus Adina Vetter Helena Sara Zangeneh Iphigenie, Chryseis | Bernd Birkhahn Priamos Franz J. Csencsits Aisakos, Menelaos, Kalchas, Chryses, Philoktetes Sven Dolinski Agelaos, Patroklos Lucas Gregorowicz Paris Philipp Hauß Odysseus Daniel Jesch Hektor Fabian Krüger Sinon, Apollon Oliver Masucci Achilleus Juergen Maurer/Dirk Nocker Agamemnon, Deiphobos |
| Caligula, 17. Mai 2012 | | |
| Jan Lauwers Regie, Bühne, Kostüme, Licht Nicolas Field Musik / Klanginstallation „The Shimmering Beast“ Florian Hirsch, Elke Janssens Dramaturgie                                               | Maria Happel Caesonia Anneke Bonnema Octavia | Cornelius Obonya Caligula Hermann Scheidleder Helicon Hans Petter Dahl Scipio André Meyer Cherea Falk Rockstroh Lepidus Nicolas Field Metellus |

## Spielzeit 2012–13
| Prinz Friedrich von Homburg, 6. September 2012, Burgtheater, Koproduktion mit den Salzburger Festspielen     | | |
| Andrea Breth Martin Zehetgruber, Moidele Bickel Friedrich Rom Wolfgang Wiens Dramaturgie                     | Andrea Clausen Die Kurfürstin Pauline Knof Prinzessin Natalie von Oranien Elisabeth Orth Gräfin Bork                | Peter Simonischek Kurfürst Udo Samel Feldmarschall Dörfling August Diehl Prinz von Homburg Hans-Michael Rehberg Oberst Kottwitz Hans Dieter Knebel Hennings Gerhard König Graf Truchß Roland Koch Graf Hohenzollern Marcus Kiepe Rittmeister von der Golz Daniel Jesch Graf Georg von Sparren Bernd Birkhahn Stranz Branko Samarovski Siegfried von Mörner Sven Dolinski Graf Reuß                                         |
| Der Alpenkönig und der Menschenfeind von Ferdinand Raimund, 29. September 2012, Burgtheater                  | | |
| Michael Schachermaier Damian Hitz, Su Bühler Friedrich Rom Eva Jantschitsch Musik Florian Hirsch Dramaturgie | Regina Fritsch Sophie/Marthe Liliane Amuat Malchen/Salchen Stefanie Dvorak Lischen/Hund Dunja Sowinetz Dienerschaft | Johannes Krisch Astragalus, der Alpenkönig/Christian Glühwurm Cornelius Obonya Rappelkopf Peter Miklusz August Dorn/Franzl Johann Adam Oest Habakuk/Glühwurms Großmutter Dietmar König Herr von Silberkern/Dienerschaft Gerhard König, Willfried Kovarnik Dienerschaft im Hause Rappelkopf Rudi Bamberger, Bruckmann Matthäus, Maximilian Harnisch, Sascha Hren, Sebastian Karner, Joshua Operschall Kinder in Köhlerhütte |
| Elektra von Hugo von Hofmannsthal, 25. Oktober 2012, Burgtheater                                             | | |
| Michael Thalheimer Olaf Altmann, Katrin Lea Tag Friedrich Rom Bert Wrede Musik Klaus Missbach Dramaturgie    | Christiane von Poelnitz Elektra Catrin Striebeck Klytämnestra Adina Vetter Chrysothemis                             | Falk Rockstroh Ägisth Tilo Nest Orest |
| Romeo und Julia von William Shakespeare, 23. März 2013, Burgtheater                                          | | |
| David Bösch Volker Hintermeier, Su Bühler Friedrich Rom Klaus Figge Kampfszenen Klaus Missbach Dramaturgie   | Yohanna Schwertfeger Julia Petra Morzé Lady Capulet Brigitta Furgler Amme                                           | Daniel Sträßer Romeo Branko Samarovski Bruder Lorenzo Fabian Krüger Mercutio André Meyer Benvolio Daniel Jesch Tybalt Ignaz Kirchner Capulet Franz J. Csencsits Prinz Sven Dolinski Graf Paris |

### Akademietheater
| Der Komet von Justine del Corte, Uraufführung, 9. September 2012 | | |
| Roland Schimmelpfennig in Zusammenarbeit mit der Autorin Roland Schimmelpfennig, Sylvia Platzek, Lane Schäfer Felix Dreyer Amely Joana Haag Dramaturgie                                         | Sylvie Rohrer Elisabeth Sabine Haupt Vera Dorothee Hartinger Anna Corinna Kirchhoff Greta Anna Drexler Isabel Barbara Petritsch Nane Petra Morzé Dagmar          | Fabian Krüger Arthur Peter Knaack Nick Martin Reinke Gregor Martin Schwab Lothar |
| Onkel Wanja von Anton Pawlowitsch Tschechow, 2. November 2012 | | |
| Matthias Hartmann Stéphane Laimé, Tina Kloempken Peter Bandl Andreas Erdmann, Ursula Voss Dramaturgie                                                                                           | Caroline Peters Elena Andrejewna Sarah Viktoria Frick Sofja Alexandrowna Barbara Petritsch Marja Wassiljewna Wojnizkaja Elisabeth Orth Marina Timofejewna        | Gert Voss, Peter Simonischek Alexander Wladimirowitsch Serebrjakow Nicholas Ofczarek Iwan Petrowitsch Wojnizkij Michael Maertens Michail Ljwowitsch Astrow Branko Samarovski Ilja Iljitsch Telegin                                     |
| Einige Nachrichten an das All von Wolfram Lotz, Österreichische Erstaufführung, 25. November 2012                                                                                               | | |
| Antú Romero Nunes Florian Lösche, Judith Hepting Felix Dreyer Heiko Schnurpel Musik Sebastian Pircher, Peer Engelbracht, Christopher Lensing (impulskontrolle) Video Florian Hirsch Dramaturgie | Jasna Fritzi Bauer Purl Schweitzke Paloma Siblik, Sonja Rauber, Anna Katharina Thomashoff Hilda Irene Rottensteiner, Michaela Wimmer Schwester Inge              | Daniel Sträßer Lum Ignaz Kirchner Der Alleinerziehende Klaus Alberts, Fußnoten Matthias Matschke Leiter des Fortgangs Fabian Krüger Bernd Heinrich Wilhelm von Kleist, Die dicke Frau, Samuel Constantine Rafinesque, Reinhold Lopatka |
| Gespenster von Henrik Ibsen, 4. Januar 2013 | | |
| David Bösch Patrick Bannwart Felix Dreyer Florian Hirsch Dramaturgie | Kirsten Dene Frau Helene Alving Liliane Amuat Regine Engstrand, im Haus bei Frau Alving                                                                          | Markus Meyer Osvald Alving, ihr Sohn, Maler Martin Schwab Pastor Manders Johannes Krisch Tischler Engstrand |
| Der Talisman von Johann Nestroy, 2. März 2013 | | |
| David Bösch Patrick Bannwart Felix Dreyer Bernhard Moshammer, Karsten Riedel Musik Bernhard Moshammer Liedtexte Florian Hirsch Dramaturgie                                                      | Kirsten Dene Frau von Cypressenburg Liliane Amuat Emma, ihre Tochter Maria Happel Constantia Regina Fritsch Flora Baumscheer Sarah Viktoria Frick Salome Pockerl | Johannes Krisch Titus Feuerfuchs André Meyer Plutzerkern Dietmar König Monsieur Marquis Branko Samarovski Spund Bernhard Mendel Christoph                                                                                              |

### Kasino am Schwarzenbergplatz
| Die Ahnfrau, 14. April 2013, Übernahme ins Akademietheater am 22. Oktober 2013                                                                          |  | |
| Matthias Hartmann Volker Hintermeier, Victoria Behr Peter Bandl Stephan Komitsch, Moritz Grewenig Video Karsten Riedel Musik Klaus Missbach Dramaturgie |  | Ignaz Kirchner Graf Zdenko von Borotin Maik Solbach Berta, seine Tochter Oliver Masucci Jaromir Johann Adam Oest Boleslav/Günther Franz J. Csencsits Ein Hauptmann Sven Dolinski Ein Soldat/Die Ahnfrau |

## Spielzeit 2013–14
| Der böse Geist Lumpazivagabundus, 6. September 2013, Burgtheater – eine Koproduktion mit den Salzburger Festspielen | | |
| Matthias Hartmann Stéphane Laimé, Victoria Behr Peter Bandl Karsten Riedel, Tommy Hojsa, Bernhard Moshammer Musik Andreas Erdmann Dramaturgie | Maria Happel Fortuna/Hannerl/Gertraud/Signora Palpiti Stefanie Dvorak/Katharina Knap Brillantine/Sepherl/Peppi/Laura Mavie Hörbiger Amorosa/Nannette/Anastasia Hobelmann/Reserl/Laura | Peter Wolfsberger Stellaris/Hausierer/Bedienter Branko Samarovski Mystifax/Hobelmann/Bedienter Benjamin Martin/Tino Hillebrand Hilaris/Herr von Lüftig André Meyer Fludribus/Erster Bedienter Max Mayer/Laurence Rupp Lumpazivagabundus/Windwachel/Wirtin Florian Teichtmeister Leim, ein Tischlergesell Michael Maertens Zwirn, ein Schneidergesell Nicholas Ofczarek Knieriem, ein Schustergesell Hermann Scheidleder Pantsch/Strudl/Hackauf Stefan Wieland Fassel/Ein Maler Michael Masula Ein Tischlergesell/Zweiter Bedienter                                      |
| Spatz und Engel von Daniel Große Boymann und Thomas Kahry, 17. September 2013, Burgtheater – eine Koproduktion mit dem Schauspielhaus Graz | | |
| Matthias Hartmann Einrichtung Volker Hintermeier, Lejla Ganic Peter Bandl Otmar Klein Musikalische Leitung Andreas Erdmann Dramaturgie | Maria Happel Edith Piaf Sona MacDonald Marlene Dietrich Alexandra Henkel | Marcus Kiepe Dirk Nocker |
| Hamlet, 28. September 2013, Burgtheater | | |
| Andrea Breth Martin Zehetgruber, Moidele Bickel Friedrich Rom Wolfgang Mitterer Komposition Klaus Figge Fechtszenen Klaus Missbach Dramaturgie | Andrea Clausen Gertrud Wiebke Mollenhauer, Elisabeth Orth Ophelia | August Diehl Hamlet Hans-Michael Rehberg Geist von Hamlets Vater/1. Totengräber Roland Koch Claudius Udo Samel Polonius Albrecht Schuch Laertes Sven Dolinski Reinhold/Schauspieler Markus Meyer Horatio Daniel Sträßer Rosenkranz Moritz Schulze Güldenstern Peter Matić Voltimand/Schauspieler/Priester Marcus Kiepe Cornelius/Francisco/Englischer Gesandter Bernd Birkhahn Bernardo/Hauptmann Dietmar König Marcellus/Osrick/Schauspieler Martin Schwab 1. Schauspieler Hans Dieter Knebel 2. Totengräber/Schauspieler Daniel Jesch Schauspieler/Matrose/Fortinbras |
| | Zeitzeugen | Sprecher |
| Die letzten Zeugen – 75 Jahre nach dem Novemberpogrom. Ein Projekt von Doron Rabinovici und Matthias Hartmann, 20. Oktober 2013 | | |
| Matthias Hartmann Einrichtung Volker Hintermeier, Lejla Ganic Peter Bandl Licht Moritz Grewenig, Anna Bertsch, Florian Gruber, Markus Lubej Video Andreas Erdmann Dramaturgie Moderatoren: Doris Appel, Martina Maschke, Maria Ecker, Werner Dreier, Peter Huemer, Doron Rabinovici, Sibylle Hamann, Corinna Milborn, Andreas Erdmann, Rosa Lyon, Renata Schmidtkunz | Lucia Heilman Vilma Neuwirth Suzanne-Lucienne Rabinovici Ceija Stojka † Marko Feingold Rudolf Gelbard Ari Rath                                                                        | Mavie Hörbiger Dörte Lyssewski Peter Knaack Daniel Sträßer |
| | Darstellerinnen | Darsteller |
| Mutter Courage und ihre Kinder, 8. November 2013, Burgtheater | | |
| David Bösch Patrick Bannwart Bühne, Kostüme, Video Friedrich Rom Bernhard Moshammer Musikalische Leitung Florian Hirsch Dramaturgie | Maria Happel Mutter Courage Sarah Viktoria Frick Kattrin, ihre stumme Tochter/Musikerin Regina Fritsch Yvette Pottier/Die Bauersfrau                                                  | André Meyer Eilif, ältere Sohn der Mutter Courage Tino Hillebrand Schweizerkas, der jüngere Sohn/Ein junger Bauer Stefan Wieland Der Werber/Soldat 2 Dirk Nocker Der Feldwebel/Soldat 1 Tilo Nest Der Koch Hermann Scheidleder Der Feldhauptmann/Ein Bauer Falk Rockstroh Der Feldprediger Thomas Grimm, Sebastian Heigl, Tommy Hojsa, Otmar Klein, Bernhard Moshammer, Michael Niederegger, Aneel Soomary, Alexander Wladigeroff Musiker |
| König Lear, 21. Dezember 2013, Burgtheater | | |
| Peter Stein Ferdinand Wögerbauer, Annamaria Heinrich Joachim Barth Arturo Annecchino Musik Klaus Figge Fechtszenen Klaus Missbach, Sara Abbasi Dramaturgie | Corinna Kirchhoff Goneril Dorothee Hartinger Regan Pauline Knof Cordelia | Klaus Maria Brandauer Lear Sven Philipp König von Frankreich/Curan Daniel Jesch Herzog von Burgund/Oswald Martin Reinke Herzog von Cornwall Dietmar König Herzog von Albany Branko Samarovski Kent Joachim Bißmeier Gloster Fabian Krüger Edgar Michael Rotschopf Edmund Franz Josef Csencsits Edelmann Michael Maertens Narr Rudolf Melichar Alter Mann/Arzt Peter Wolfsberger Herold/Rebellischer Gefolgsmann Cornwalls Robert Reinagl Gefolgsmann Cornwalls |
| Maria Magdalena, 20. Februar 2014, Burgtheater | | |
| Michael Thalheimer Olaf Altmann, Katrin Lea Tag Friedrich Rom Bert Wrede Musik Klaus Missbach Dramaturgie | Regina Fritsch Frau von Meister Anton Sarah Viktoria Frick Klara, deren Tochter | Tilo Nest Meister Anton, ein Tischler Tino Hillebrand Karl, sein Sohn Lucas Gregorowicz Leonhard Albrecht Abraham Schuch Ein Sekretär Johann Adam Oest Wolfram, ein Kaufmann André Meyer Adam, ein Gerichtsdiener Stefan Wieland Ein zweiter Gerichtsdiener |
| Die Krönung Richards III. von Hans Henny Jahnn, 12. März 2014, Burgtheater | | |
| Frank Castorf Bert Neumann Lothar Baumgarte Raimund Hornich Sounddesign Amely Joana Haag Dramaturgie | Jasna Fritzi Bauer Sophie Rois | Marc Hosemann Marcus Kiepe Ignaz Kirchner Fabian Krüger Oliver Masucci Markus Meyer Dirk Nocker Hermann Scheidleder Martin Wuttke |

### Akademietheater
| Die Frau vom Meer von Henrik Ibsen, 7. September 2013 | | |
| Anna Bergmann Ben Baur, Claudia González Espíndola Felix Dreyer Sebastian Pircher Video Heiko Schnurpel Sounddesign Daniela Mühlbauer, Didi Resch Choreographie Florian Hirsch Dramaturgie            | Christiane von Poelnitz Ellida, Wandels zweite Frau Alexandra Henkel Bolette, Wangels ältere Tochter aus erster Ehe Jasna Fritzi Bauer Hilda, seine jüngere Tochter aus erster Ehe                                             | Falk Rockstroh Doktor Wangel Tilo Nest Arnholm, Oberlehrer Christoph Luser Lyngstrand Franz J. Csencsits Ballested Maxi Gerstbach Ein Kind CHECK: Geschlecht                                                                                                |
| ‹Cavalcade or Being a holy motor› von René Pollesch, Uraufführung, 25. September 2013 | | |
| René Pollesch Bert Neumann, Nina von Mechow Felix Dreyer Amely Joana Haag Dramaturgie | Birgit Minichmayr | Ignaz Kirchner Martin Wuttke |
| Der gestiefelte Kater nach Motiven aus dem Volksmärchen, 1. Dezember 2013 | | |
| Annette Raffalt Bernhard Kleber, Ele Bleffert Felix Dreyer Parviz Mir Ali Musik Daniela Mühlbauer Choreographie Claudia Kaufmann-Freßner Dramaturgie                                                  | Alexandra Henkel Die Zauberin Frida-Lovisa Hamann Die Prinzessin Sophie-Christine Behnke Ein Mäusschen Verena Altenberger Lore, Dienerin der Zauberin Laura Hermann Dienerin Bernadette Kizik, Anne Stein Schuster/Diener/Volk | Markus Meyer Der gestiefelte Kater Sven Dolinski Hans, ein Müllersbursche Marcus Kiepe König Franz Aaron Friesz Schuster/Koch/Pferd Christian Eckstein, Henning Flüsloh, Julian von Hansemann, Ferdinand Nowitzky, Konstantin Sieghart Schuster/Diener/Volk |
| Der falsche Film, Ein Projekt von Matthias Hartmann, 19. Dezember 2013 (öffentliche Probe) Die für 6. April 2014 geplante Premiere wurde von der interimistischen Direktorin Karin Bergmann abgesagt. | | |
| Matthias Hartmann | Stefanie Dvorak Katharina Lorenz | Peter Knaack Hans Dieter Knebel Oliver Masucci Matthias Matschke |
| Das Geisterhaus von Isabel Allende, Uraufführung, 30. Januar 2014 Bühnenfassung von Antú Romero Nunes und Florian Hirsch unter Verwendung der Übersetzung von Anneliese Botond                        | | |
| Antú Romero Nunes Florian Lösche, Annabelle Witt Felix Dreyer Johannes Hofmann, Sergio Pinto Musik Florian Hirsch Dramaturgie                                                                         | Jasna Fritzi Bauer Sabine Haupt Dörte Lyssewski Caroline Peters Adina Vetter Aenne Schwarz | August Diehl Ignaz Kirchner |
| Begin the Beguine von John Cassavetes, Uraufführung, 1. März 2014 | | |
| Jan Lauwers Regie, Bühne, Licht Lot Lemm Kostüme Florian Hirsch Dramaturgie | Inge Van Bruystegem Bibi Feller, Charlemane, Jocanda Sung Im Her Shelly Tonatsu, Benee, Kiko | Falk Rockstroh Gito Spaiano Oliver Stokowski Morris Wine |
| Parzival von Tankred Dorst, 27. April 2014 | | |
| David Bösch Patrick Bannwart Bühne, Kostüme, Video Felix Dreyer Bernhard Moshammer Musik Andreas Erdmann Dramaturgie                                                                                  | Regina Fritsch Herzeloide/Blanchefleur | Lucas Gregorowicz Parzival Dietmar König Sir Gawein/Der Teufel Daniel Jesch Ritter Bedivere/Galahad/Trevrizent Oliver Stokowski Der nackte Mann Bernhard Moshammer Musiker/Merlin                                                                           |
| Die Möwe von Anton Tschechow, 31. Mai 2014 | | |
| Jan Bosse Stéphane Laimé, Kathrin Plath Felix Dreyer Arno P. Jiri Kraehahn Musik Gabriella Bußacker Dramaturgie                                                                                       | Christiane von Poelnitz Arkadina Aenne Schwarz Saretschnaja Barbara Petritsch Schamrajews Frau Mavie Hörbiger Mascha, deren Tochter                                                                                            | Daniel Sträßer Trepjow Ignaz Kirchner Sorin Johann Adam Oest Schamrajew Michael Maertens Trigorin Martin Reinke Arzt Peter Knaack Lehrer |

### Kasino am Schwarzenbergplatz
| Wunschloses Unglück, 9. Februar 2014, Kasino am Schwarzenbergplatz | | |
| Katie Mitchell Lizzie Clachan, Sussie Juhlin-Wallén Jack Knowles Grant Gee Bildregie Finn Ross Video Paul Clark Musik Melanie Wilson, Gareth Fry Sounddesign Amely Joana Haag Dramaturgie | Liliane Amuat Die Tochter Dorothee Hartinger Die Mutter Petra Morzé Stimme der Mutter Christine Binder, Susanne Hahnl, Elfie Rosner Die trauernden Frauen Ruth Sullivan Geräusche | Peter Knaack Stimme des Sohnes Robert Reinagl Der Pfarrer Laurence Rupp Der Schwiegersohn Daniel Sträßer Der Sohn Andreas Hartmann, Stefan Kessissoglou, Sebastian Pircher Kamera |